# Čapa
La Čapa (in russo Тея?) è un fiume della Russia siberiana orientale, affluente di sinistra del Vel'mo. Scorre nel Territorio di Krasnojarsk.
Il fiume ha origine dai rilievi dell'Enisejskij kriaž e scorre verso nord-est; sfocia nel Vel'mo a 172 km dalla foce. Ha una lunghezza di 220 km e il suo bacino è di 5 260 km².